# Ečka
Ečka (srp.: Ечка, rumunjski: Ecica, mađarski: Écska ili Német-Écska, njemački: Deutsch-Etschka) je naselje u Banatu u Vojvodini u sastavu općine Zrenjanin.

## Stanovništvo
U naselju Ečka živi 4.513 stanovnika, od toga 3.638 punoljetna stanovnika, prosječna starost stanovništva iznosi 39,5 godina (38,0 kod muškaraca i 41,0 kod žena). U naselju ima 1.564 domaćinstava, a prosječan broj članova po domaćinstvu je 2,89.
| Etnički sastav 2002. |            |        |
| Narod                | Stanovnika | %      |
| Srbi                 | 2.483      | 55,01% |
| Rumunji              | 1.325      | 29,35% |
| Mađari               | 196        | 4,34%  |
| Jugoslaveni          | 123        | 2,72%  |
| Romi                 | 72         | 1,59%  |
| Crnogorci            | 21         | 0,46%  |
| Hrvati               | 14         | 0,31%  |
| Bugari               | 12         | 0,26%  |
| Nijemci              | 9          | 0,19%  |
| Slovaci              | 9          | 0,19%  |
| ostali               | 17         | 0,40%  |
| nepoznato            | 51         | 1,13%  |

| broj stanovnika | 3934  | 4188  | 4323  | 4621  | 5293  | 5172  | 4513  |
|                 | 1948. | 1953. | 1961. | 1971. | 1981. | 1991. | 2001. |

## Vanjske poveznice
- Karte, položaj i vremenska prognoza